# Championnat d'Égypte de football 1981-1982
Navigation
Saison précédente Saison suivante
La saison 1981-1982 du Championnat d'Égypte de football est la 26e édition du championnat de première division égyptien. Quatorze clubs égyptiens prennent part au championnat organisé par la fédération. Les équipes sont regroupées au sein d'une poule unique où elles rencontrent leurs adversaires deux fois, à domicile et à l'extérieur. À l'issue du championnat, pour faire passer le championnat de 14 à 12 équipes, les quatre derniers du classement sont relégués et remplacés par les deux meilleures équipes de D2.
C'est le club d'Al Ahly SC, triple tenant du titre, qui remporte à nouveau la compétition, après avoir terminé en tête du classement final, avec trois points d'avance sur le Zamalek SC et sept sur l'Ittihad Alexandrie. C'est le 18e titre de champion d'Égypte de l'histoire du club.

## Les clubs participants
| - Al Ahly SC - Tersana SC - Zamalek SC - Ittihad Alexandrie - Ismaily SC - El-Plastic - Promu de D2 - Gazl Domiyat - Promu de D2 | - Meniya Club - Esco - Al Olympi - Al-Moqaouloun - Al-Masry Club - Al Mansourah Sporting Club - Ghazl El Mahallah |

## Compétition

### Classement
Le classement est établi sur le barème de points classique (victoire à 2 points, match nul à 1, défaite à 0).
| Rang | Équipe                     | Pts | J  | G  | N  | P  | Bp | Bc | Diff |
| ---- | -------------------------- | --- | -- | -- | -- | -- | -- | -- | ---- |
| 1    | Al Ahly SC 'T' (C1)        | 40  | 26 | 15 | 10 | 1  | 36 | 11 | +25  |
| 2    | Zamalek SC                 | 37  | 26 | 14 | 9  | 3  | 37 | 10 | +27  |
| 3    | Ittihad Alexandrie         | 33  | 26 | 9  | 15 | 2  | 26 | 14 | +12  |
| 4    | Al-Moqaouloun (C2)         | 28  | 26 | 8  | 12 | 6  | 26 | 20 | +6   |
| 5    | Al-Masry Club              | 27  | 26 | 11 | 5  | 10 | 30 | 22 | +8   |
| 6    | Ghazl El Mahallah          | 26  | 26 | 8  | 10 | 8  | 19 | 19 | 0    |
| 7    | Ismaily SC                 | 25  | 26 | 9  | 7  | 10 | 23 | 28 | -5   |
| 8    | Meniya Club                | 24  | 26 | 5  | 14 | 7  | 13 | 17 | -4   |
| 9    | Gazl Domiyat P             | 23  | 26 | 4  | 15 | 7  | 10 | 14 | -4   |
| 10   | Al Olympi                  | 23  | 26 | 8  | 7  | 11 | 22 | 28 | -6   |
| 11   | Tersana SC                 | 21  | 26 | 6  | 9  | 11 | 14 | 23 | -9   |
| 12   | El-Plastic P               | 20  | 26 | 4  | 12 | 10 | 11 | 24 | -13  |
| 13   | Al Mansourah Sporting Club | 19  | 26 | 5  | 9  | 12 | 18 | 34 | -16  |
| 14   | Esco                       | 18  | 26 | 5  | 8  | 13 | 17 | 38 | -21  |

| Légende : Qualifications et relégations | Légende : Qualifications et relégations |
| --------------------------------------- | --- |
|                                         | Qualification pour la Coupe d'Afrique des clubs champions 1983                                                                                   |
|                                         | Qualification pour la Coupe des Coupes 1983 |
|                                         | Relégation directe en deuxième division |
|                                         | T : Tenant du titre P : Promu de D2 (C1) : Vainqueur de la Coupe d'Afrique des clubs champions 1982 (C2) : Vainqueur de la Coupe des Coupes 1982 |

## Bilan de la saison
| Championnat d'Égypte de football 1981-1982 |                                 |
| Champion                                   | Al Ahly SC (18e titre)          |
| Coupes et trophées                         |                                 |
| Vainqueur de la Coupe d'Égypte 1981-1982   | Non disputée                    |
| Qualifications continentales               |                                 |
| Coupe d'Afrique des clubs champions 1983   | Al Ahly SC (tenant du titre)    |
| Coupe des Coupes 1983                      | Al-Moqaouloun (tenant du titre) |
| Promotions et relégations                  |                                 |
| Promus en Egyptian Premier League          | Al Koroum                       |
| Promus en Egyptian Premier League          | Domiyat Club                    |
| Relégués en Egyptian Second League         | Tersana SC                      |
| Relégués en Egyptian Second League         | El-Plastic                      |
| Relégués en Egyptian Second League         | Al Mansourah Sporting Club      |
| Relégués en Egyptian Second League         | Esco                            |